# Zellwood
Zellwood es un lugar designado por el censo ubicado en el condado de Orange en el estado estadounidense de Florida. En el Censo de 2010 tenía una población de 2.817 habitantes y una densidad poblacional de 274,8 personas por km².

## Geografía
Zellwood se encuentra ubicado en las coordenadas 28°43′19″N 81°34′24″O / 28.72194, -81.57333. Según la Oficina del Censo de los Estados Unidos, Zellwood tiene una superficie total de 10.25 km², de la cual 9.82 km² corresponden a tierra firme y (4.22%) 0.43 km² es agua.

## Demografía
Según el censo de 2010, había 2.817 personas residiendo en Zellwood. La densidad de población era de 274,8 hab./km². De los 2.817 habitantes, Zellwood estaba compuesto por el 90.56% blancos, el 1.95% eran afroamericanos, el 0.39% eran amerindios, el 0.53% eran asiáticos, el 0.04% eran isleños del Pacífico, el 5.93% eran de otras razas y el 0.6% pertenecían a dos o más razas. Del total de la población el 12.07% eran hispanos o latinos de cualquier raza.